# Liste des secrétaires généraux du ministère de l'Intérieur
La liste des secrétaires généraux du ministère de l'Intérieur recense les hauts fonctionnaires français ayant dirigé le secrétariat général du ministère de l'Intérieur.

## Liste
| Secrétaire général                          | Décret de nomination | Décret de nomination | Portrait |
| ------------------------------------------- | -------------------- | -------------------- | -------- |
| Anne Léonard Camille Basset de Châteaubourg | 23 mars 1815         |                      |          |
| Prosper de Barante                          | 14 juillet 1815      |                      |          |
| Guillaume Capelle                           | 1822                 |                      |          |
| Auguste de Balsac                           | 23 janvier 1828      |                      |          |
| Adolphe-Edmond Blanc                        | avril 1834           |                      |          |
| Justin Delmas                               | 1850                 |                      |          |
| Léon Le Guay                                | 17 juin 1873         | [ 1 ]                |          |
| Émile Demagny                               | 7 juillet 1899       | [ 2 ]                |          |
| Edgard Combes                               | 11 juin 1902         | [ 3 ]                |          |
| Jean-Louis Deloncle (d)                     | 25 janvier 1905      | [ 4 ]                |          |
| Henry Huard                                 | 29 juillet 1909      | [ 5 ]                |          |
| Émile Ogier                                 | 2 juillet 1911       | [ 6 ]                |          |
| Jean Chiappe                                | 6 octobre 1925       | [ 7 ]                |          |
| Paul Roquère (d)                            | 19 février 1929      | [ 8 ]                |          |
| Paul Roquère (d)                            | 5 août 1929          | [ 9 ]                |          |
| André Cornu                                 | 25 février 1930      | [ 10 ]               |          |
| Paul Roquère (d)                            | 4 mars 1930          | [ 11 ]               |          |
| Georges Thomé (d)                           | 23 décembre 1930     | [ 12 ]               |          |
| Léon Noël                                   | 3 avril 1931         | [ 13 ]               |          |
| Pierre Julien                               | 30 janvier 1932      | [ 14 ]               |          |
| Georges Cahen-Salvador                      | 15 octobre 1934      | [ 15 ]               |          |
| Roger Verlomme                              | 23 mars 1938         | [ 16 ]               |          |
| Jean Berthoin                               | 20 avril 1938        | [ 17 ]               |          |
|                                             |                      |                      |          |
| Daniel Canepa                               | 29 janvier 2004      | [ 18 ]               |          |
| Bernadette Malgorn                          | 20 juillet 2006      | [ 19 ]               |          |
| Henri-Michel Comet                          | 16 février 2009      | [ 20 ]               |          |
| Michel Bart (d)                             | 8 avril 2011         | [ 21 ]               |          |
| Didier Lallement                            | 26 juillet 2012      | [ 22 ]               |          |
| Michel Lalande                              | 12 juin 2014         | [ 23 ]               |          |
| Denis Robin                                 | 29 janvier 2015      | [ 24 ]               |          |
| Christophe Mirmand (d)                      | 30 octobre 2018      | [ 25 ]               |          |
| Jean-Benoît Albertini                       | 24 août 2020         | [ 26 ]               |          |
| Didier Martin (d)                           | 11 janvier 2023      | [ 27 ]               |          |
| Hugues Moutouh                              | 28 avril 2025        | [ 28 ]               |          |